# Trachyphyllia geoffroyi
A Trachyphyllia geoffroyi a virágállatok (Anthozoa) osztályának kőkorallok (Scleractinia) rendjébe, ezen belül a Merulinidae családjába tartozó faj.
Manapság nemének az egyetlen faja; azonban korábban még 4 taxonnév volt idesorolva; ámbár azok eme faj szinonimáinak bizonyultak.

## Előfordulása
A Trachyphyllia geoffroyi előfordulási területe a Vörös-tengertől és Kelet-Afrikától kezdve, az Indiai-óceánra - főleg Madagaszkár és Seychelle-szigetek mentére -, valamint a Csendes-óceán trópusi nyugati felére terjed ki.
A városi akváriumokban is látható.

## Megjelenése
A kolóniákat alkotó polipok, legfeljebb 8 centiméter magasra nőnek meg; példánytól függően 1-3 szája lehet. A húsos polip színe sárga, barna, kék vagy zöld is lehet. A szöveteiben apró algák élnek.

## Életmódja
Főleg éjszaka tevékeny, amikor is a plankton után kapkod. Veszély esetén összehúzódik. A korallzátonyokon és szigetek körül él; gyakran egyéb virágállatokkal társul. Nem alkot hatalmas kolóniákat, csak ha sekély és viharoktól védett az élőhelye.

## Források

A jobb felőli a célfaj